# 1979년 하계 유니버시아드
1979년 하계 유니버시아드(영어: 1979 Summer Universiade)는 9월 2일부터 9월 13일까지 멕시코의 멕시코시티에서 열린 하계 유니버시아드이다.

## 대회 이모저모
- 육상 100미터에서 서말구 선수가 10초 34의 한국신기록을 기록하였지만 최종결선에 진출하지는 못하였다.
- 남자배구에서 한국은 쿠바에 패하였으나, 일본을 세트 스코어 3:0으로 승리하고, 일본이 예상외로 쿠바에 승리를 거둠으로써 대한민국은 세트 득실차에 앞서 금메달을 획득하였다. 이 금메달은 하계 올림피아드 대한민국의 최초 금메달이다.

## 메달 집계
| 순위 | 국가           | 금메달 | 은메달 | 동메달 | 합계 |
| ---- | -------------- | ------ | ------ | ------ | ---- |
| 1    | 소련           | 31     | 26     | 16     | 73   |
| 2    | 미국           | 21     | 14     | 16     | 51   |
| 3    | 루마니아       | 14     | 3      | 14     | 31   |
| 4    | 동독           | 6      | 4      | 4      | 16   |
| 5    | 서독           | 4      | 6      | 7      | 17   |
| 6    | 헝가리         | 4      | 3      | 4      | 11   |
| 7    | 이탈리아       | 3      | 2      | 5      | 10   |
| 8    | 네덜란드       | 2      | 4      | 3      | 9    |
| 9    | 폴란드         | 2      | 3      | 3      | 8    |
| 10   | 영국           | 1      | 5      | 4      | 10   |
| 11   | 멕시코         | 1      | 2      | 1      | 4    |
| 12   | 브라질         | 1      | 2      | 0      | 3    |
| 13   | 중국           | 1      | 1      | 4      | 6    |
| 14   | 프랑스         | 1      | 1      | 3      | 5    |
| 15   | 대한민국       | 1      | 1      | 1      | 3    |
| 16   | 체코슬로바키아 | 1      | 0      | 3      | 4    |
| 17   | 캐나다         | 1      | 0      | 2      | 3    |
| 18   | 오스트레일리아 | 1      | 0      | 1      | 2    |
| 19   | 오스트리아     | 1      | 0      | 0      | 1    |
| 20   | 일본           | 0      | 3      | 5      | 8    |
| 21   | 쿠바           | 0      | 3      | 2      | 5    |
| 22   | 핀란드         | 0      | 3      | 0      | 3    |
| 23   | 불가리아       | 0      | 1      | 1      | 2    |
| 23   | 유고슬라비아   | 0      | 1      | 1      | 2    |
| 25   | 코트디부아르   | 0      | 1      | 0      | 1    |
| 25   | 인도           | 0      | 1      | 0      | 1    |
| 25   | 스위스         | 0      | 1      | 0      | 1    |
| 25   | 우루과이       | 0      | 1      | 0      | 1    |
| 29   | 케냐           | 0      | 0      | 1      | 1    |

| 하계 유니버시아드 |                                          |                 |
| 이전              | 1979년 하계 유니버시아드 멕시코시티 1979 | 다음            |
| 소피아 1977       | 1979년 하계 유니버시아드 멕시코시티 1979 | 부쿠레슈티 1981 |
|                   |                                          |                 |
|                   |                                          |                 |